# Droga krajowa nr 30 (Polska)
Droga krajowa nr 30 (DK30) – droga krajowa klasy GP w południowo-zachodniej części województwa dolnośląskiego o długości 67 km biegnąca przez Przedgórze Sudeckie. Droga pełni rolę ostatniego przed granicą państwową bezpośredniego połączenia dla dróg DK5 i DK94, mimo że sama do granicy państwowej nie prowadzi.

## Historia numeracji
Na przestrzeni lat trasa posiadała różne oznaczenia i kategorie:

| Numer | Kategoria                                                    | Przebieg                                                                                        | Lata obowiązywania | Źródło | Uwagi                                                                                        |
| ----- | ------------------------------------------------------------ | ----------------------------------------------------------------------------------------------- | ------------------ | --- | -------------------------------------------------------------------------------------------- |
| R 6   | Reichsstraße                                                 | Görlitz (Zgorzelec) – Lauban (Lubań) – Greiffenberg (Gryfów Śląski) – Hirschberg (Jelenia Góra) | ? – 1945           | Der Große Conti-Atlas für Kraftfahrer 1:500 000, wyd. 18, Hannover: Kartographischer Verlag der Continental Caoutchouc-Compagnie G.m.b.H., 1938. Brak numerów stron w książce | ówcześnie poza granicami Polski                                                              |
| ?     | b.d.                                                         | Zgorzelec – Lubań – Gryfów Śl. – Jelenia Góra                                                   | 1945 – 1952        | brakujące dane | nieznana numeracja; w 1952 roku dokonano reformy sieci dróg państwowych                      |
| ?     | • droga państwowa/droga główna • droga drugorzędna           | Zgorzelec – Lubań – Gryfów Śl. – Jelenia Góra                                                   | 1952 – lata 70.    | - Mapa samochodowa Polski 1:1 000 , Warszawa: Państwowe Przedsiębiorstwo Wydawnictw Kartograficznych, 1956. Brak numerów stron w książce - Atlas samochodowy Polski 1:500 000. Warszawa: Państwowe Przedsiębiorstwo Wydawnictw Kartograficznych, 1958. Brak numerów stron w książce - Atlas samochodowy Polski 1:500 000. Wyd. IV. Warszawa: Państwowe Przedsiębiorstwo Wydawnictw Kartograficznych, 1965. Brak numerów stron w książce                                                             | nieznana numeracja; w atlasie z 1965 r. arteria oznaczana jako drugorzędna                   |
| 19    | • droga państwowa: do 1985 r. • droga krajowa: od 30 IX 1985 | Zgorzelec – Lubań – Gryfów Śląski – Jelenia Góra                                                | lata 70. – 1986    | - Samochodowy atlas Polski 1:500 000. Warszawa: Państwowe Przedsiębiorstwo Wydawnictw Kartograficznych, 1979. ISBN 83-7000-017-7. Brak numerów stron w książce - Samochodowy atlas Polski 1:500 000. Warszawa: Państwowe Przedsiębiorstwo Wydawnictw Kartograficznych, 1985. Brak numerów stron w książce |                                                                                              |
| 356   | droga krajowa                                                | Zgorzelec – Lubań – Gryfów Śląski – Pasiecznik                                                  | 14 II 1986 – 2000  | - Uchwała nr 192 Rady Ministrów z dnia 2 grudnia 1985 r. w sprawie zaliczenia dróg do kategorii dróg krajowych (M.P. z 1986 r. nr 3, poz. 16) - Mapa samochodowa Polski 1:700 000. Wyd. 1. Szczecin: Wydawnictwo Kartograficzne KOMPAS, 1996/1997. ISBN 83-904373-2-5. Brak numerów stron w książce - Rozporządzenie Rady Ministrów z dnia 15 grudnia 1998 r. w sprawie ustalenia wykazu dróg krajowych i wojewódzkich (Dz.U. z 1998 r. nr 160, poz. 1071) – wykaz dróg krajowych przed rokiem 2000 | droga na całej długości dopuszczona do ruchu ciężkiego – dopuszczalny nacisk na oś do 10 ton |
| 297   | droga krajowa                                                | Pasiecznik – Jelenia Góra                                                                       | 14 II 1986 – 2000  | - Uchwała nr 192 Rady Ministrów z dnia 2 grudnia 1985 r. w sprawie zaliczenia dróg do kategorii dróg krajowych (M.P. z 1986 r. nr 3, poz. 16) - Mapa samochodowa Polski 1:700 000. Wyd. 1. Szczecin: Wydawnictwo Kartograficzne KOMPAS, 1996/1997. ISBN 83-904373-2-5. Brak numerów stron w książce - Rozporządzenie Rady Ministrów z dnia 15 grudnia 1998 r. w sprawie ustalenia wykazu dróg krajowych i wojewódzkich (Dz.U. z 1998 r. nr 160, poz. 1071) – wykaz dróg krajowych przed rokiem 2000 | droga na całej długości dopuszczona do ruchu ciężkiego – dopuszczalny nacisk na oś do 10 ton |
| 30    | droga krajowa                                                | Zgorzelec – Lubań – Gryfów Śląski – Pasiecznik – Jelenia Góra                                   | od 2000            | - Zarządzenie nr 6 Generalnego Dyrektora Dróg Publicznych z dnia 9 maja 2000 r. w sprawie nowych numerów dróg krajowych · (wykaz dróg w archiwum Rzeczpospolitej ) - Mapa samochodowa Polski 1:700 000. Wyd. XII zmienione, poprawione i uaktualnione. Szczecin: Wydawnictwo Kartograficzne KOMPAS, 2004/2005. ISBN 83-904373-7-6. Brak numerów stron w książce | informacje dla ruchu ciężkiego                                                               |

## Dopuszczalny nacisk na oś
Od 13 marca 2021 roku na drodze dozwolony jest ruch pojazdów o nacisku pojedynczej osi napędowej do 11,5 tony.

### Do 13 marca 2021
We wcześniejszych latach droga krajowa nr 30 była objęta ograniczeniami dopuszczalnego nacisku pojedynczej osi: 
| Znak                                       | Dopuszczalny nacisk | Lata obowiązywania | Odcinek                                                                 |
| ------------------------------------------ | ------------------- | ------------------ | ----------------------------------------------------------------------- |
| Tabliczka DK30 o biało-czarnym obramowaniu | do 10 ton           | 2005–2010          | Zgorzelec – Lubań – Gryfów Śląski – Pasiecznik – Jelenia Góra           |
| Tabliczka DK30 o biało-czarnym obramowaniu | do 10 ton           | 2010–2017          | (węzeł „Zgorzelec”) – Lubań – Gryfów Śląski – Pasiecznik – Jelenia Góra |
| Tabliczka DK30 o biało-czarnym obramowaniu | do 10 ton           | 2017–2021          | (węzeł „Zgorzelec”) – Zgorzelec – Lubań – Gryfów Śląski – Jelenia Góra  |

## Ważniejsze miejscowości leżące na trasie DK30
- Jędrzychowice (A4, DK94)
- Zgorzelec
- Łagów
- Pisarzowice
- Lubań
- Olszyna – obwodnica
- Biedrzychowice
- Gryfów Śląski
- Radoniów – obwodnica
- Jelenia Góra (DK5; do kwietnia 2025 r. DK3) – obwodnica